# Восемь дней надежды
«Во́семь дней наде́жды» — советский художественный фильм, снятый в 1984 году на киностудии «Ленфильм» режиссёром Александром Муратовым.

## Сюжет
Действие фильма происходит на одной из угольных шахт Донбасса. В шахте происходит обвал. В забое остались двое шахтёров, чтобы добраться до них, есть всего 8 дней, иначе у них нет шансов выжить. Директор шахты решает добраться до них, используя отбойные молотки, но не все согласны с директором.

## В ролях
- Валентин Гафт — Игорь Артемьевич Белоконь, директор шахты
- Вадим Яковлев — Юрий Андреевич Севидов, заместитель директора шахты
- Николай Караченцов — Русанов, парторг
- Дмитрий Харатьян — Виктор, сын Белоконя
- Николай Федорцов — Обухов, бригадир шахтёров
- Николай Сектименко — Коля Зинченко, шахтёр
- Пётр Юрченков-старший — Фролкин, шахтёр
- Алексей Булдаков — Костя Голубицкий, шахтёр
- Игорь Добряков — Забелис, шахтёр
- Виктор Терехов — шахтёр бригады Обухова
- Валентин Букин — Белянкин, главный врач медсанчасти
- Фёдор Панасенко — Василий Степанович Клыков, горняк
- Владимир Баранов — Юрка Николаенко, шахтёр
- Иван Краско — Семён Васильевич Коноваленко, мастер
- Наталья Аитова — Галя, невеста Юрки Николаенко
- Игорь Ясулович — Горленко, представитель областной комиссии
- Юрий Гончаров — Сидоренко, шахтёр
- Азамат Багиров — Обухов, шахтёр
- Николай Протасенко — Василий Степанович Хромов, генеральный директор (озвучивание - Игорь Ефимов)
- Валентина Титова — Нина, жена Белоконя
- Александра Яковлева — Люся, секретарь Белоконя
- Борис Аракелов — шахтёр

## Съёмочная группа
- Автор сценария: Эдуард Володарский
- Режиссёр: Александр Муратов
- Оператор: Борис Лизнёв
- Художник: Борис Бурмистров

Фильм снимался в городе Горловка на передовой шахте «Кочегарка», в съёмках были задействованы рабочие шахты.